# Пуг'я (волость)
Пу́г'я (ест. Puhja vald) — колишня волость в Естонії, до адміністративної реформи 2017 року одиниця самоврядування в повіті Тартумаа.

## Географічні дані
Площа волості — 169,6 км2, чисельність населення на 1 січня 2017 року становила 2194 особи.

## Населені пункти
Адміністративний центр — селище Пуг'я.
На території волості розташовувалися:
2 селища (alevik): Пуг'я (Puhja), Уліла (Ulila).
17 сіл (küla):
Визівере (Võsivere), Виллінґе (Võllinge), Вігаву (Vihavu), Гяр'янурме (Härjanurme), Каймі (Kaimi), Курекюла (Kureküla), Мийзанурме (Mõisanurme), Мяеселья (Mäeselja), Насья (Nasja), Палупиг'я (Palupõhja), Порікюла (Poriküla), Рідакюла (Ridaküla), Рямсі (Rämsi), Сааре (Saare), Тейлма (Teilma), Тяннассілма (Tännassilma), Ярвакюла (Järvaküla).

## Історія
16 травня 1991 року Пуг'яська сільська рада була перетворена у волость зі статусом самоврядування.

## Муніципалітети-побратими
- Кугмойнен, Фінляндія (1994)[3]